# بانيكوم فيروكوسوم
بانيكوم فيروكوسوم (بالإنجليزية: Panicum verrucosum) هو نوع من النباتات يتبع جنس بانيكوم (Panicum)، من فصيلة النجيليات (Poaceae).

## الموطن
ينمو هذا النوع من العشب بشكل طبيعي في أمريكا الوسطى، خاصة في المناطق الرطبة والسهول الفيضية، وقد تم توثيقه في بلدان مثل المكسيك وغواتيمالا وبليز. يُفضل التربة الغنية بالرطوبة وغالبًا ما يُشاهد بالقرب من المجاري المائية.

## التصنيف
تم وصف هذا النوع وتصنيفه علميًا لأول مرة من قبل عالم النبات الأمريكي موينخ ، ويُصنف ضمن النباتات العشبية الدائمة ذات الأهمية البيئية في المناطق الاستوائية.